# Степанов Віктор Олексійович
Степанов Віктор Олексійович (5 березня 1928, Ворошиловськ, Ворошиловградська область — 6 квітня 1978, Миколаїв) — кандидат технічних наук, доцент, ректор Миколаївського кораблебудівного інституту імені адмірала С. Й. Макарова з 1969 до 1975 року.

## Життєпис
Степанов Віктор Олексійович народився 5 березня 1928 р. у м. Ворошиловськ (зараз м. Алчевськ) Ворошиловградської обл. (зараз Луганська обл.). У 1947 р. закінчує Миколаївський суднобудівний технікум і вступає до Ленінградського кораблебудівного інституту (зараз Санкт-Петербурзький державний морський технічний університет). У 1948 р. переводиться до Одеського інституту водного транспорту (зараз Одеський національний морський університет), у 1949 р. переводиться до Миколаївського кораблебудівного інституту (МКІ) (зараз Національний університет кораблебудування імені адмірала Макарова) на машинобудівний факультет, у 1950 р. переводиться на кораблебудівний факультет. Закінчує МКІ в 1953 р. У студентські роки був активним спортсменом — займався спортивною акробатикою, капітан парусної яхти «Эстония». Саме у В. О. Степанова розпочав свою вітрильну кар'єру Б. С. Немиров, відомий вітрильний капітан, який вперше в СРСР здійснив навколосвітнє плавання на яхті «Ікар».
З 1953 р. — викладач Київського суднобудівного технікуму.
У 1955 р. вступає до аспірантури Інституту гідрології та гідротехніки АН УРСР (м. Київ) за спеціальністю «гідромеханіка судна».
З 1958 р. переходить на роботу до цього інституту молодшим науковим співробітником, працює над кандидатською дисертацією.
У 1962 р. успішно захищає кандидатську дисертацію в Ленінградському інституті інженерів водного транспорту.
З 1963 р. — старший науковий співробітник Інституту механіки АН УРСР (м. Харків).
У 1964—1967 рр. — доцент, заступник декана, декан, директор Кіровоградської філії Харківського політехнічного інституту, який був перетворений у 1967 р. у Кіровоградський інститут сільськогосподарського машинобудування і Степанов займає посаду ректора, де працює до квітня 1969 р.

З квітня 1969 р. — ректор Миколаївського кораблебудівного інституту. Головними завданнями для нього стають початок будівництва нового комплексу будівель інституту в Соляних і створення вченої спеціалізованої ради із захисту кандидатських дисертацій. В інституті в цей час працювало 403 викладачі, 139 з яких мали вчені ступені і звання, що забезпечило досить високу якість підготовки фахівців і широкий фронт наукових досліджень. У 1970 р. у стінах МКІ навчалося 7,5 тисяч студентів, що було в три рази більше, ніж десятиліття тому.
18 вересня 1970 р. у день ювілею Указом Президії Верховної Ради СРСР Миколаївський кораблебудівний інститут імені адмірала С. Й. Макарова був нагороджений орденом Трудового Червоного Прапора за заслуги в підготовці інженерних кадрів і досягнення в розвитку наукових досліджень.
У травні 1971 р. у мкр. Соляні починається будівництво нового комплексу інституту і 13-поверхової будівлі студентського гуртожитку на 1295 місць.
У 1971 р. починається будівництво першого в історії МКІ житлового багатоквартирного будинку в районі яхт-клубу. Будинок був уведений в експлуатацію у грудні 1972 р., багато викладачів інституту отримали в ньому квартири.
З 1971 р. ведеться активна робота з відкриття інститутської спеціалізованої вченої ради з захисту кандидатських дисертацій. Раді дозволялося приймати до захисту дисертації і присуджувати вчений ступінь кандидата технічних наук за спеціальностями: теорія корабля; будівельна механіка і вібрація корабля; суднові силові установки та механізми (головні і допоміжні).
У період ректорства В. О. Степанова йде активне поповнення фахівців вищої наукової кваліфікації.
Велику увагу ректор В. О. Степанов приділяє суспільному життю студентів, розвитку художньої студентської самодіяльності. Ніколи — ні до його приходу, ні після його ректорства — в інституті так активно не працював профспілковий клуб викладачів і студентів «Корабел». У той час у клубі були створені театр мініатюр, жіночий вокальний ансамбль, танцювальний ансамбль, відновили виступи вокальний квартет та інструментальний ансамбль.
У 1971 р. у МКІ проходить фестиваль студентської естради «Золотий парус», який зібрав учасників з усіх кінців країни. Активно будується студентська спортивно-оздоровча база відпочинку на березі Чорного моря в селищі Коблеве.
У грудні 1972 р. В. О. Степанов захищає докторську дисертацію в Одеському інституті інженерів морського флоту (ОІІМФ). Докторська дисертація отримала високу оцінку відомих фахівців у галузі гідромеханіки і теорії коливань.
У січні 1974 р. із залученням експертів ВАК ухвалив рішення про присудження В. О. Степанову наукового ступеня доктора технічних наук.
У липні 1975 р. В. О. Степанов іде з посади ректора за власним бажанням у зв'язку зі станом здоров'я.
У 1976 р. ВАК СРСР під тиском комітету партійного контролю при ЦК КПРС скасовує своє рішення про присудження В. О. Степанову наукового ступеня доктора технічних наук за формальними ознаками: через неправомірність захисту дисертаційної роботи в ОІІМФ, який нібито не мав права розглядати такого роду роботи. Разом з тим, як писалося в рішенні, Степанову В. О. дозволено повторний захист у відповідній спеціалізованій раді на здобуття наукового ступеня доктора фізико-математичних наук.
У березні 1977 р. В. О. Степанов йде з МКІ у зв'язку з обранням за конкурсом на посаду завідувача однієї з кафедр Комунарського гірничо-металургійного інституту (з 2004 р. Донбаський державний технічний університет). Однак його здоров'я поступово погіршується, і він повертається до Миколаєва.
6 квітня 1978 р. раптово помер після інфаркту.

## Нагороди
Орден «Знак Почета», медаль «В ознаменование 100-летия со дня рождения Владимира Ильича Ленина», почесний знак «За отличные успехи в области высшего образования СССР».

## Праці
- Степанов В. А. Движение судов в каналах со сверхкритическими скоростями. Авторское свидетельство № 13321 от 20 июня 1959 г.
- Павленко Г. Е. Определение элементов судов для движения на каналах со сверхкритическими скоростями // Г. Е. Павленко, В. А. Степанов, О. Г. Дудченко. — К. : Изд-во АН УССР, 1961. — 29 с.
- Степанов В. О. Визначення критичних швидкостей руху судна в каналі / В. О. Степанов // Прикладна механіка. — 1961. — т. 7, вип. 4. — С. 432—441.
- Степанов В. О. Малий дослідовий басейн інституту гідрології та гідротехніки Академії наук Української РСР / В. О. Степанов // Проблеми гідромеханіки судна. — 1961. — т. 19. — С. 99–102.
- Степанов В. О. Метод розрахунку розподілу навантаження за розмахом підводного крила / В. О. Степанов // Прикладна механіка. — 1964. — т. 10, вип. 2. — С. 173—180.